# Aeroportul Donoi
Aeroportul Donoi (IATA: ULZ, ICAO: ZMDN) este un aeroport din Uliastai⁠(d), Zawchan-Aimag, Mongolia.
Situat la o altitudine de 1.744 m, aeroportul dispune de o singură pistă.